# Differentialgeometrie
Die Differentialgeometrie stellt als Teilgebiet der Mathematik die Synthese von Analysis und Geometrie dar.

## Historische Entwicklung und aktuelle Anwendungsgebiete
Etliche grundlegende Arbeiten zur Differentialgeometrie stammen von Carl Friedrich Gauß. In dieser Zeit war die Mathematik noch stark mit verschiedenen Anwendungsgebieten verknüpft. Wichtige Ergebnisse lieferte diese Theorie dabei auf den Gebieten der Kartografie, Navigation und Geodäsie. Es entwickelte sich unter anderem die Kartenprojektionslehre, aus der die Begriffe geodätische Linie und gaußsche Krümmung stammen. Zudem stellte sich C.F. Gauß bereits die Frage, ob die durch Peilung gemessene Winkelsumme eines sehr großen Dreiecks tatsächlich exakt 180 Grad beträgt, und erweist sich damit als Wegbereiter der modernen Differentialgeometrie.
Die moderne Differentialgeometrie findet vor allem in der allgemeinen Relativitätstheorie und in der Satellitennavigation ihre Anwendung. Sie ermöglicht die Beschreibung von Phänomenen wie astronomische Lichtablenkung oder Periheldrehung des Merkur, die durch Experimente bzw. Beobachtung bestätigt werden können. Koordinatentransformationen entsprechen in der Relativitätstheorie dem Wechsel von Bezugssystemen, aus denen heraus ein Phänomen beobachtet wird. Dies entspricht damit unterschiedlichen Bewegungszuständen der Messapparatur bzw. des Beobachters.
Ein anderes wichtiges Anwendungsgebiet liegt in den Materialwissenschaften in der Theorie der Defekte und der Plastizität.
Die Synthese der Differentialgeometrie und der stochastischen Analysis ist ein modernes Gebiet und wird stochastische Differentialgeometrie genannt.

## Teilgebiete

### Elementare Differentialgeometrie
Die ersten Arbeiten zur Differentialgeometrie beschäftigen sich sowohl mit Kurven als auch mit zweidimensionalen gekrümmten Flächen im dreidimensionalen reellen Anschauungsraum. Geschichtlich gesehen wurde es mit Gauß’ Arbeiten erstmals möglich, die Krümmung beispielsweise der zweidimensionalen Oberfläche einer Kugel auch quantitativ zu erfassen.
Eine weitere Motivation zur Entwicklung der elementaren Differentialgeometrie kam auch von dem mathematischen Problem der Minimalflächen her. Die in der Natur vorkommenden Seifenhäute lassen sich als Minimalflächen beschreiben. Die Form bzw. mathematische Darstellung dieser Flächen lässt sich dabei mit den Methoden aus der Variationsrechnung entwickeln. Die geometrischen Eigenschaften dieser Flächen wie Krümmung oder Abstände zwischen beliebigen Punkten auf einer Minimalfläche werden dagegen eher mit den Methoden der Differentialgeometrie berechnet.

### Differentialtopologie
Die Differentialtopologie ist Grundlage für die meisten modernen Teilgebiete der Differentialgeometrie. Im Gegensatz zur elementaren Differentialgeometrie werden in der Differentialtopologie die geometrischen Objekte intrinsisch beschrieben, das heißt die Definition der Objekte erfolgt ohne Rückgriff auf einen umgebenden Raum. Der zentrale Begriff ist der der differenzierbaren Mannigfaltigkeit: Eine {\displaystyle n}-dimensionale Mannigfaltigkeit ist ein geometrisches Objekt (genauer: ein topologischer Raum), der lokal so aussieht wie der {\displaystyle n}-dimensionale reelle Raum. Das klassische Beispiel, das auch die Terminologie motiviert, ist die Erdoberfläche. In kleinen Ausschnitten lässt sie sich durch Karten beschreiben, das heißt kleine Teile „sehen aus wie“ die Ebene. Jedoch lässt sich die gesamte Erdoberfläche nicht mit der Ebene identifizieren. Außerdem tragen differenzierbare Mannigfaltigkeiten eine Struktur, die es erlaubt, von differenzierbaren Funktionen zu sprechen. Diese differenzierbare Struktur ermöglicht es, in den Karten lokal analytische Methoden anzuwenden. Außerdem kann man die Mannigfaltigkeit global als topologischen Raum untersuchen. So versucht die Differentialtopologie Verbindungen zwischen den lokalen analytischen und den globalen topologischen Eigenschaften herzustellen. Ein Beispiel für einen solchen Zusammenhang ist der Satz von de Rham.

### Riemannsche Geometrie
Auf einer differenzierbaren Mannigfaltigkeit gibt es keine vordefinierte Längenmessung. Ist sie als zusätzliche Struktur gegeben, spricht man von riemannschen Mannigfaltigkeiten. Diese Mannigfaltigkeiten sind Gegenstand der riemannschen Geometrie, die auch die zugehörigen Begriffe der Krümmung, der kovarianten Ableitung und des Paralleltransports auf diesen Mengen untersucht. Diese Begriffe können aber auch bei „nichtriemannschen“ oder „nicht-pseudoriemannschen“ Räumen definiert werden und setzen nur den allgemeinen differentialgeometrischen Begriff des Zusammenhanges voraus (präziser: allgemeine affine Differentialgeometrie im Gegensatz zu metrischer Differentialgeometrie, siehe unten.)

### Semi-riemannsche Differentialgeometrie
Wenn anstelle der positiv-definiten Metrik einer riemannschen Mannigfaltigkeit eine nichtdefinite Metrik vorausgesetzt wird (gegeben durch eine nichtdefinite hermitesche bzw. symmetrisch-nichtdefinite nicht-entartete Bilinearform), erhält man eine semi- oder pseudo-riemannsche Mannigfaltigkeit. Ein Spezialfall sind die lorentzschen Mannigfaltigkeiten der allgemeinen Relativitätstheorie.

### Finslersche Geometrie
Gegenstand der finslerschen Geometrie sind die finslerschen Mannigfaltigkeiten, das heißt Mannigfaltigkeiten, deren Tangentialraum mit einer Banachnorm ausgestattet ist, also einer Abbildung {\displaystyle F\colon TM\to [0,\infty )} mit folgenden Eigenschaften:
1. {\displaystyle F(rX)=|r|F(X)\,}, für {\displaystyle X\in TM} und {\displaystyle r\in \mathbb {R} },
2. {\displaystyle F(X+Y)\leq F(X)+F(Y),}
3. {\displaystyle F} ist glatt auf {\displaystyle TM\setminus 0},
4. die vertikale Hesse-Matrix ist positiv definit.

Finslersche Mannigfaltigkeiten spielen auch in der theoretischen Physik als allgemeinere Kandidaten für die strukturelle Beschreibung der Raumzeit eine Rolle.

### Symplektische Geometrie
Statt einer symmetrischen nichtentarteten Bilinearform wird eine antisymmetrische nichtentartete Bilinearform ω gegeben. Wenn diese zusätzlich noch geschlossen ist, also dω=0, spricht man von einer symplektischen Mannigfaltigkeit. Weil ein symplektischer Vektorraum notwendigerweise gerade Dimension hat, haben auch symplektische Mannigfaltigkeiten gerade Dimension. Die erste wichtige Erkenntnis ist der Satz von Darboux, nach dem symplektische Mannigfaltigkeiten lokal isomorph zu T*Rn sind. Damit gibt es im Gegensatz zu semi-riemannschen Mannigfaltigkeiten keine (nichttrivialen) lokalen symplektischen Invarianten (außer der Dimension), sondern nur globale symplektische Invarianten. Als Verallgemeinerung zählen auch die Poisson-Mannigfaltigkeiten, die keine Bilinearform, sondern nur einen antisymmetrischen Bivektor haben. Dieser induziert eine Lie-Klammer zwischen den Funktionen. Symplektische Geometrie findet Anwendung in der hamiltonschen Mechanik, einem Teilgebiet der theoretischen Mechanik.

### Kontaktgeometrie
Das Analogon zur symplektischen Geometrie für ungeraddimensionale Mannigfaltigkeiten ist Kontaktgeometrie. Eine Kontaktstruktur auf einer {\displaystyle (2n+1)}-dimensionalen Mannigfaltigkeit {\displaystyle M} ist eine Familie {\displaystyle H} von Hyperebenen des Tangentialbündels, die maximal nicht-integrabel sind. Lokal können diese Hyperebenen als Kern einer 1-Form {\displaystyle \alpha } dargestellt werden, d. h.
{\displaystyle H_{p}=\ker \alpha _{p}\subset T_{p}M}.
Umgekehrt ist eine Kontaktform lokal eindeutig bestimmt durch die Familie {\displaystyle H}, bis auf einen nichtverschwindenden Faktor. Die Nichtintegrabilität bedeutet, dass dα beschränkt auf die Hyperebene nicht-entartet ist. Wenn die Familie {\displaystyle H} global durch eine 1-Form {\displaystyle \alpha } beschrieben werden kann, dann ist {\displaystyle \alpha } Kontaktform genau dann, wenn
{\displaystyle \alpha \wedge (d\alpha )^{n}} eine Volumenform auf {\displaystyle M} ist.
Es gilt ein Theorem analog zum Darboux-Theorem für symplektische Mannigfaltigkeiten, nämlich, dass alle Kontaktmannigfaltigkeiten der Dimension {\displaystyle 2n+1} lokal isomorph sind. Damit gibt es auch in der Kontaktgeometrie nur globale Invarianten.

### Komplexe Geometrie und Kählergeometrie
Komplexe Geometrie ist das Studium komplexer Mannigfaltigkeiten, das heißt Mannigfaltigkeiten, die lokal wie {\displaystyle \mathbb {C} ^{n}} aussehen und deren Übergangsfunktionen komplex-differenzierbar (holomorph) sind. Wegen der analytischen Eigenschaften komplex-differenzierbarer Funktionen hat man hier häufig Eindeutigkeitseigenschaften der Fortsetzung lokaler Funktionen / Vektorfelder. Deshalb ist man bei globalen Untersuchungen meist auf die Theorie der Garben angewiesen. Eine fast-komplexe Struktur auf einer glatten Mannigfaltigkeit ist eine Abbildung {\displaystyle J\colon TM\to TM}, sodass {\displaystyle J^{2}=-1}. Damit sind alle fast-komplexen Mannigfaltigkeiten von gerader Dimension. Der Unterschied zwischen einer fast-komplexen und einer komplexen Mannigfaltigkeit ist die Integrabilität der fast-komplexen Struktur. Diese wird vom Nijenhuis-Tensor {\displaystyle N_{J}} gemessen.
Eine hermitesche Mannigfaltigkeit ist eine komplexe Mannigfaltigkeit mit einer hermiteschen Metrik {\displaystyle g} auf dem komplexifizierten reellen Tangentialbündel. Insbesondere muss {\displaystyle g} mit der komplexen Struktur {\displaystyle J} kompatibel sein, namentlich
{\displaystyle g(X,Y)=g(JX,JY)} für alle {\displaystyle X,Y\in T_{x}M}.
Als besonders strukturreich haben sich Hermitesche Mannigfaltigkeiten erwiesen, deren hermitesche Metrik zusätzlich kompatibel mit einer symplektischen Form sind, d. h.
{\displaystyle g(JX,Y)=\omega (X,Y)} mit {\displaystyle d\omega =0}.
In diesem Fall spricht man von einer Kählermannigfaltigkeit.
Schließlich befasst sich die Cauchy-Riemann-Geometrie mit berandeten komplexen Mannigfaltigkeiten.

### Theorie der Lie-Gruppen
So wie Gruppen auf Mengen basieren, sind Mannigfaltigkeiten die Grundlage der Lie-Gruppen. Die nach Sophus Lie benannten Lie-Gruppen treten an vielen Stellen der Mathematik und Physik als kontinuierliche Symmetriegruppen, beispielsweise als Gruppen von Drehungen des Raumes auf. Das Studium des Transformationsverhaltens von Funktionen unter Symmetrien führt zur Darstellungstheorie der Lie-Gruppen.

### Globale Analysis
Die globale Analysis ist ebenfalls ein Teilgebiet der Differentialgeometrie, das mit der Topologie eng verbunden ist. Manchmal nennt man das Teilgebiet auch Analysis auf Mannigfaltigkeiten. In diesem mathematischen Forschungsgebiet werden gewöhnliche und partielle Differentialgleichungen auf differenzierbaren Mannigfaltigkeiten untersucht. So finden in dieser Theorie lokale Methoden aus der Funktionalanalysis, der mikrolokalen Analysis und der Theorie der partiellen Differentialgleichung und globale Methoden aus der Geometrie und Topologie Anwendung. Da dieses mathematische Teilgebiet im Vergleich zu den anderen Teilgebieten der Differentialgeometrie sehr viele Methoden der Analysis verwendet, wird es teilweise auch als Teilgebiet der Analysis verstanden.
Schon die ersten Arbeiten über Differentialgleichungen enthielten Aspekte der globalen Analysis. So sind die Studien von George David Birkhoff im Bereich der dynamischen Systeme und die Theorie der Geodäten von Harold Calvin Marston Morse frühe Beispiele für Methoden der globalen Analysis. Zentrale Resultate dieses mathematischen Teilgebiets sind die Arbeiten von Michael Francis Atiyah, Isadore M. Singer und Raoul Bott. Besonders zu erwähnen sind hier der Atiyah-Singer-Indexsatz und der Atiyah-Bott-Fixpunktsatz, welcher eine Verallgemeinerung des Lefschetz’schen Fixpunktsatzes aus der Topologie ist.

## Methoden

### Koordinatentransformationen
Koordinatentransformationen sind ein wichtiges Werkzeug der Differentialgeometrie, um die Anpassung einer Problemstellung an geometrische Objekte zu ermöglichen. Sollen beispielsweise Abstände auf einer Kugeloberfläche untersucht werden, so werden meist Kugelkoordinaten verwendet. Betrachtet man euklidische Abstände im Raum, so verwendet man dagegen eher kartesische Koordinaten. Mathematisch gesehen ist zu beachten, dass Koordinatentransformationen stets bijektive, beliebig oft stetig differenzierbare Abbildungen sind. Es existiert also immer auch die Inverse zu der betrachteten Koordinatentransformation.
Ein einfaches Beispiel ist der Übergang von kartesischen Koordinaten in der Ebene zu Polarkoordinaten. Jeder Ortsvektor des zweidimensionalen euklidischen Raumes lässt sich bei dieser Darstellung durch die Koordinaten {\displaystyle r\in [0,\infty [} und {\displaystyle \phi \in [0,2\pi [} in der folgenden Weise ausdrücken
{\displaystyle {\vec {\mathbf {r} }}={\begin{pmatrix}x\\y\end{pmatrix}}={\vec {f}}(r,\phi )={\begin{pmatrix}r\,\cos \phi \\r\,\sin \phi \end{pmatrix}}}
{\displaystyle x} und {\displaystyle y} werden dabei auch als Komponentenfunktionen von {\displaystyle f} bezeichnet. Sie berechnen sich in Abhängigkeit von den zwei Koordinaten {\displaystyle (r,\phi )} gemäß:
{\displaystyle x(r,\phi )=r\,\cos \phi \,,\,\,\,\,y(r,\phi )=r\,\sin \phi \,\,.}
Werden nun ganz allgemein alle Koordinaten des neuen Koordinatensystems bis auf eine Koordinate konstant gehalten und die einzelne Koordinate innerhalb des Definitionsbereiches verändert, entstehen im euklidischen Raum Linien, die auch als Koordinatenlinien bezeichnet werden. Im Falle der angegebenen Polarkoordinaten entstehen so bei konstanter {\displaystyle r} Koordinate konzentrische Kreise mit Radius {\displaystyle r} um den Koordinatenursprung {\displaystyle (x,y)=(0,0)} des euklidischen Koordinatensystems. Bei konstanter {\displaystyle \phi } Koordinate entstehen Halbgeraden, die im Koordinatenursprung des euklidischen Koordinatensystems starten und nach {\displaystyle r\rightarrow \infty } laufen. Mit Hilfe dieser Koordinatenlinien lässt sich in naheliegender Weise für jeden Punkt {\displaystyle P\in \mathbb {R} ^{2}} des euklidischen Raumes ein neues, räumlich gedrehtes und wieder rechtwinkliges Koordinatensystem definieren. Man spricht daher bei Polarkoordinaten auch von rechtwinkligen Koordinaten. Die Achsen des gedrehten Koordinatensystems sind dabei gerade die Tangenten an die Koordinatenlinien, die durch den Punkt {\displaystyle P} laufen. Die Basisvektoren dieser ortsabhängigen und rechtwinkligen Koordinatensysteme lassen sich dabei direkt über die partiellen Ableitungen des Ortsvektors, gemäß der oben angegebenen Darstellung, nach den variablen Koordinaten {\displaystyle (r,\phi )} berechnen. Über die partiellen Ableitungen lassen sich auch die totalen Differentiale des Ortsvektors angeben:
{\displaystyle \mathrm {d} x={\frac {\partial x}{\partial r}}\mathrm {d} r+{\frac {\partial x}{\partial \phi }}\mathrm {d} \phi =\cos \phi \,\mathrm {d} r-r\cdot \sin \phi \,\mathrm {d} \phi }
{\displaystyle \mathrm {d} y={\frac {\partial y}{\partial r}}\mathrm {d} r+{\frac {\partial y}{\partial \phi }}\mathrm {d} \phi =\sin \phi \,\mathrm {d} r+r\cdot \cos \phi \,\mathrm {d} \phi }
Die Differentiale {\displaystyle \mathrm {d} x,\mathrm {d} y,\mathrm {d} r,\mathrm {d} \phi } werden auch als Koordinatendifferentiale bezeichnet. Bei diesem Beispiel haben die mit dem Differentialoperator „{\displaystyle \mathrm {d} }“ verknüpften infinitesimalen Größen nicht immer die Bedeutung eines Abstandes. Man zeigt vielmehr relativ leicht, dass für die Abstände in radialer bzw. azimutaler Richtung gilt, dass zwar     {\displaystyle \mathrm {d} l_{r}\,:=\mathrm {d} r} ist, aber {\displaystyle \mathrm {d} l_{\phi }:=r\cdot \mathrm {d} \phi }; d. h. erst mit dem Vorfaktor „{\displaystyle r}“ ergibt sich durch Integration über {\displaystyle \mathrm {d} \Phi } von 0 bis {\displaystyle 2\pi } eine bekannte Größe der Dimension „Länge“, nämlich der Kreisumfang {\displaystyle r\cdot 2\pi }.
Die Polarkoordinaten oder ihre dreidimensionale Verallgemeinerung, die Kugelkoordinaten, werden auch als krummlinig bezeichnet, da sie die Abstandberechnung auf einer gekrümmten Fläche, z. B. der Kugeloberfläche, ermöglichen. Es handelt sich – wie auch bei anderen Standardbeispielen, etwa den Zylinderkoordinaten, den elliptischen Koordinaten usw. – um orthogonale krummlinige Koordinaten (siehe auch: Krummlinige Koordinaten).
Ein wesentliches Hilfsmittel der klassischen Differentialgeometrie sind Koordinatentransformationen zwischen beliebigen Koordinaten, um geometrische Strukturen beschreiben zu können.
Die aus der Analysis bekannten, mit der Größe {\displaystyle \nabla } gebildeten Differentialoperatoren können relativ leicht auf orthogonale krummlinige Differentialoperatoren erweitert werden. Z. B. gelten in allgemeinen orthogonalen krummlinigen Koordinaten bei Benutzung dreier Parameter {\displaystyle u_{i},\,\,i=1,\dots ,3} und der zugehörigen Einheitsvektoren {\displaystyle \mathbf {e} _{i}} in Richtung von {\displaystyle {\tfrac {\partial \mathbf {r} }{\partial u_{i}}}} folgende Beziehungen mit Größen {\displaystyle a_{i}}, die nicht notwendig konstant sind, sondern von {\displaystyle u_{1}}, {\displaystyle u_{2}} und {\displaystyle u_{3}} abhängen können:
{\displaystyle {\begin{aligned}\mathrm {d} \mathbf {r} &=\sum \limits _{i=1}^{3}{\rm {d}}l_{i}\mathbf {e} _{i}=\sum \limits _{i=1}^{3}\,a_{i}\,\mathrm {d} u_{i}\,\mathbf {e} _{i}\\{\rm {d}}V&=a_{1}\mathrm {d} u_{1}\cdot a_{2}\mathrm {d} u_{2}\cdot a_{3}\mathrm {d} u_{3}\\\nabla ^{2}f&={\frac {1}{a_{1}a_{2}a_{3}}}{\frac {\partial }{\partial u_{1}}}\left({\frac {a_{2}a_{3}}{a_{1}}}{\frac {\partial f}{\partial u_{1}}}\right)+\cdots +\cdots \end{aligned}}}
Dabei entstehen die durch Punkte angedeuteten zwei weiteren Terme aus dem ersten Term durch zyklische Vertauschung der Indizes. {\displaystyle \nabla ^{2}} bezeichnet den Laplace-Operator. Er kann aus dem skalarwertigen div-Operator und dem vektorwertigen grad-Operator zusammengesetzt werden gemäß
{\displaystyle \nabla ^{2}f=\operatorname {div} (\operatorname {grad} f)}
wobei
{\displaystyle {\begin{aligned}\operatorname {div} \mathbf {v} \,&=\,{\frac {1}{a_{1}a_{2}a_{3}}}{\frac {\partial (a_{2}a_{3}v_{1})}{\partial u_{1}}}+\cdots +\cdots \\\operatorname {grad} f&=\sum \limits _{i=1}^{3}\,{\frac {1}{a_{i}}}{\frac {\partial f}{\partial u_{i}}}\,\mathbf {e} _{i}\end{aligned}}}
Die Formel für die Divergenz beruht auf der koordinatenunabhängigen Darstellung
{\displaystyle \operatorname {div} \mathbf {v} =\lim _{\Delta V\to 0}\,{\Big \{}{\frac {1}{|\Delta V|}}\,\iint \limits _{\partial (\Delta V)}\mathbf {v} \cdot \mathbf {n} {\rm {d}}^{(2)}A{\Big \}}\,\,,}
wobei über die geschlossene, {\displaystyle \Delta V} berandende Fläche integriert wird. {\displaystyle \mathbf {n} } bezeichnet den zugehörigen äußere Normalenvektor, {\displaystyle {\rm {d}}^{(2)}A} das zugehörige infinitesimale Flächenelement, {\displaystyle \Delta V\to {\rm {d}}V}.
Im allgemeinsten Fall – also für nicht-orthogonale, krummlinige Koordinaten – kann man diese Formel ebenfalls verwenden.

### Kovariante Ableitung
Allgemeine, auf nicht notwendig orthogonalen krummlinigen Koordinaten beruhende Ableitungsoperatoren sind z. B. die kovarianten Ableitungen, die u. a. in riemannschen Räumen verwendet werden, wo sie in spezifischer Weise vom „inneren Produkt“, d. h. von der sog. „metrischen Fundamentalform“ des Raumes, abhängen. In anderen Fällen sind sie aber unabhängig von der Existenz einer lokalen Metrik oder können sogar extern vorgegeben sein, z. B. in Mannigfaltigkeiten „mit Konnexion“.
Sie ermöglichen u. a. die Definition von Verbindungslinien in gekrümmten Räumen, z. B. die Definition von Geodäten im riemannschen Raum. Geodätische Linien sind die lokal kürzesten Verbindungen zwischen zwei Punkten in diesen Räumen. Die Längenkreise auf einer Kugel sind Beispiele für geodätische Linien, nicht aber die Breitenkreise (Ausnahme: Äquator).
Mit Hilfe allgemeiner Koordinatentransformationen werden im riemannschen Raum (und allgemeiner in Differentialgeometrien „mit gegebenem Zusammenhang“) die Christoffelsymbole {\displaystyle \Gamma _{\alpha \beta }^{\mu }} definiert.
Diese gehen, entsprechend der unten gegebenen Basisdefinition, explizit in die Berechnung der kovarianten Ableitung eines Vektorfeldes ein.
Die kovariante Ableitung ist eine Verallgemeinerung der partiellen Ableitung des flachen (euklidischen) Raumes für gekrümmte Räume. Im Gegensatz zur partiellen Ableitung erhält sie die Tensoreigenschaft; im euklidischen Raum reduziert sie sich zur partiellen Ableitung. Im gekrümmten Raum sind die kovarianten Ableitungen eines Vektorfeldes im Allgemeinen nicht miteinander vertauschbar, ihre Nichtvertauschbarkeit wird zur Definition des Riemann’schen Krümmungstensors verwendet.
Ein weiterer wichtiger Begriff im Zusammenhang mit gekrümmten Räumen ist die Parallelverschiebung. Die kovariante Ableitung der Komponenten eines Vektors ist bei Parallelverschiebung null. Trotzdem kann die Parallelverschiebung eines Vektors entlang einer geschlossenen Kurve im gekrümmten Raum dazu führen, dass sich der verschobene Vektor nicht mit seinem Ausgangsvektor deckt.
Der zugehörige Formalismus beruht auf der Vorschrift, dass man Vektoren {\displaystyle \mathbf {v} } als Summe {\displaystyle v^{\alpha }\mathbf {e} _{\alpha }} schreibt, wobei sich u. U. (nämlich gerade bei obigem „Paralleltransport“) nicht die Komponenten {\displaystyle \,v^{\alpha }}, sondern nur die Basiselemente {\displaystyle \mathbf {e} _{\alpha }} ändern, und zwar nach der naheliegenden Regel: {\displaystyle d\mathbf {e} _{\alpha }=\Gamma _{\alpha \beta }^{\mu }dx^{\beta }\mathbf {e} _{\mu }}.  Kovariante  und  partielle  Ableitung, meist mit Semikolon bzw. Komma geschrieben, sind also verschieden, und zwar gilt:
{\displaystyle v_{\,;\beta }^{\mu }\,dx^{\beta }=v_{\,,\beta }^{\mu }\,dx^{\beta }+\Gamma _{\alpha \beta }^{\mu }v^{\alpha }dx^{\beta }\,,}  also     {\displaystyle v_{\,;\beta }^{\mu }\,:=\,v_{\,,\beta }^{\mu }+\Gamma _{\alpha \beta }^{\mu }v^{\alpha }} oder auch {\displaystyle \nabla _{\,\beta }v^{\mu }\,:=\,\partial _{\,\beta }v^{\mu }+\Gamma _{\alpha \beta }^{\mu }v^{\alpha }\,.}
In Mannigfaltigkeiten mit Zusatzstruktur (z. B. in riemannschen Mannigfaltigkeiten oder bei den sog. Eichtheorien) muss natürlich diese Struktur mit der Übertragung verträglich sein. Das ergibt Zusatzbeziehungen für die Christoffelsymbole. Z. B. dürfen sich bei riemannschen Räumen die Abstands- und Winkelverhältnisse zweier Vektoren bei Parallelverschiebung nicht ändern, und die Christoffelsymbole berechnen sich demzufolge in bestimmter Weise allein aus der metrischen Struktur.

### Krümmungstensor
Die oben erwähnte Raumkrümmung ergibt sich analog: Wenn man den Basisvektor {\displaystyle \mathbf {e} _{\alpha }} im mathematisch positivem Sinn (entgegengesetzt zum Uhrzeigersinn) erst eine infinitesimale Strecke {\displaystyle {\rm {d}}x^{\beta }} in {\displaystyle \beta }-Richtung und anschließend eine infinitesimale Strecke {\displaystyle {\rm {d}}x^{\gamma }} in {\displaystyle \gamma }-Richtung verschiebt, erhält man ein Ergebnis, das wir in der Form {\displaystyle {\tfrac {1}{2}}\Delta ^{(2)}K_{\alpha }} schreiben können. Bei Vertauschung der Reihenfolge, also bei entgegengesetztem Drehsinn, erhält man das entgegengesetzte Ergebnis. Die Differenz {\displaystyle \,\Delta ^{(2)}K_{\alpha }} lässt sich also mit einer Größe {\displaystyle R_{\;\;\alpha \beta \gamma }^{\lambda }}, die sich aus den Christoffelsymbolen ergibt, in folgender Form schreiben:
{\displaystyle {\begin{aligned}\Delta ^{(2)}K_{\alpha }&=R_{\;\;\alpha \beta \gamma }^{\lambda }{\rm {d}}x^{\beta }\,{\rm {d}}x^{\gamma \,}\mathbf {e} _{\lambda }\\&\equiv \,(\Gamma _{\alpha \beta }^{\mu }\,\Gamma _{\mu \gamma }^{\lambda }-\Gamma _{\alpha \gamma }^{\mu }\Gamma _{\mu \beta }^{\lambda }+\partial _{\gamma }\Gamma _{\alpha \beta }^{\lambda }-\partial _{\beta }\Gamma _{\gamma \alpha }^{\lambda }\,)\,{\rm {d}}x^{\beta }\,{\rm {d}}x^{\gamma \,}\,\mathbf {e} _{\lambda }\end{aligned}}}
Bei Parallelverschiebung des Vektors {\displaystyle \mathbf {v} } ergibt sich entsprechend: {\displaystyle v^{\lambda }\to v^{\lambda }\,\pm {\tfrac {1}{2}}\,R_{\;\;\alpha \beta \gamma }^{\lambda }\,v^{\alpha }\,{\rm {d}}x^{\beta }\,{\rm {d}}x^{\gamma }\,.}    Die Komponenten {\displaystyle R_{\;\;\alpha \beta \gamma }^{\lambda }} bilden den Krümmungstensor, eine vektorwertige Differentialform. (In den sog. Yang-Mills-Theorien wird dieser Begriff verallgemeinert, indem z. B. „vektorwertig“ durch Lie-Algebra-wertig ersetzt wird; siehe auch Chernklassen.)
Die Existenz des Krümmungtensors setzt also insbesondere nicht voraus, dass man es wie in der Physik mit metrischen oder pseudometrischen Räumen zu tun hat (siehe oben), sondern es wird für die Struktur der Übertragung nur die Affinität vorausgesetzt.

### Elementare Differentialgeometrie
- W. Blaschke, K. Leichtweiß: Elementare Differentialgeometrie. (= Vorlesungen über Differentialgeometrie. 1 = Die Grundlehren der mathematischen Wissenschaften in Einzeldarstellungen. 1). 5., vollständig neubearbeitete Auflage. Springer-Verlag, Berlin u. a. 1973, ISBN 3-540-05889-3.
- Manfredo P. do Carmo: Differentialgeometrie von Kurven und Flächen (= Vieweg-Studium. Aufbaukurs Mathematik. 55). Vieweg & Sohn, Braunschweig u. a. 1983, ISBN 3-528-07255-5.
- Christian Bär: Elementare Differentialgeometrie. de Gruyter, Berlin u. a. 2001, ISBN 3-11-015519-2.
- Wolfgang Kühnel: Differentialgeometrie, Kurven – Flächen – Mannigfaltigkeiten. 4., überarbeitete Auflage. Friedr. Vieweg & Sohn, Wiesbaden 2008, ISBN 978-3-8348-0411-2.

### Abstrakte Mannigfaltigkeiten, Riemannsche Geometrie
- Rolf Walter: Differentialgeometrie. 2., überarbeitete und erweiterte Auflage. BI-Wissenschafts-Verlag, Mannheim u. a. 1989, ISBN 3-411-03216-2.
- Sigurdur Helgason: Differential Geometry, Lie Groups, and Symmetric Spaces (= Graduate Studies in Mathematics. 34). American Mathematical Society, Providence RI, 2001, ISBN 0-8218-2848-7.
- S. Kobayashi, Katsumi Nomizu: Foundations of Differential Geometry. Band 1 (= Interscience Tracts in Pure and Applied Mathematics. 15, 1). Interscience Publishers, New York NY u. a. 1963.
- Pham Mau Quan: Introduction à la géométrie des variétés différentiables (= Monographies universitaires de mathématiques. 29). Dunod, Paris 1969. (Inhalt (PDF; 184 kB)).

### Differentialgeometrie der Defekte
- Hagen Kleinert: Gauge Fields in Condensed Matter. Band 2: Stresses and Defects. Differential Geometry, Crystal Melting. World Scientific, Singapore u. a. 1989, ISBN 9971-5-0210-0, S. 743–1456, (Online-Version).